# 13 aprilie
ianuarie • februarie • martie  • aprilie  • mai  • iunie  • iulie  • august  • septembrie  • octombrie  • noiembrie  • decembrie
13 aprilie este a 103-a zi a calendarului gregorian și ziua a 104-a în anii bisecți. Mai sunt 262 de zile până la sfârșitul anului.

## Evenimente

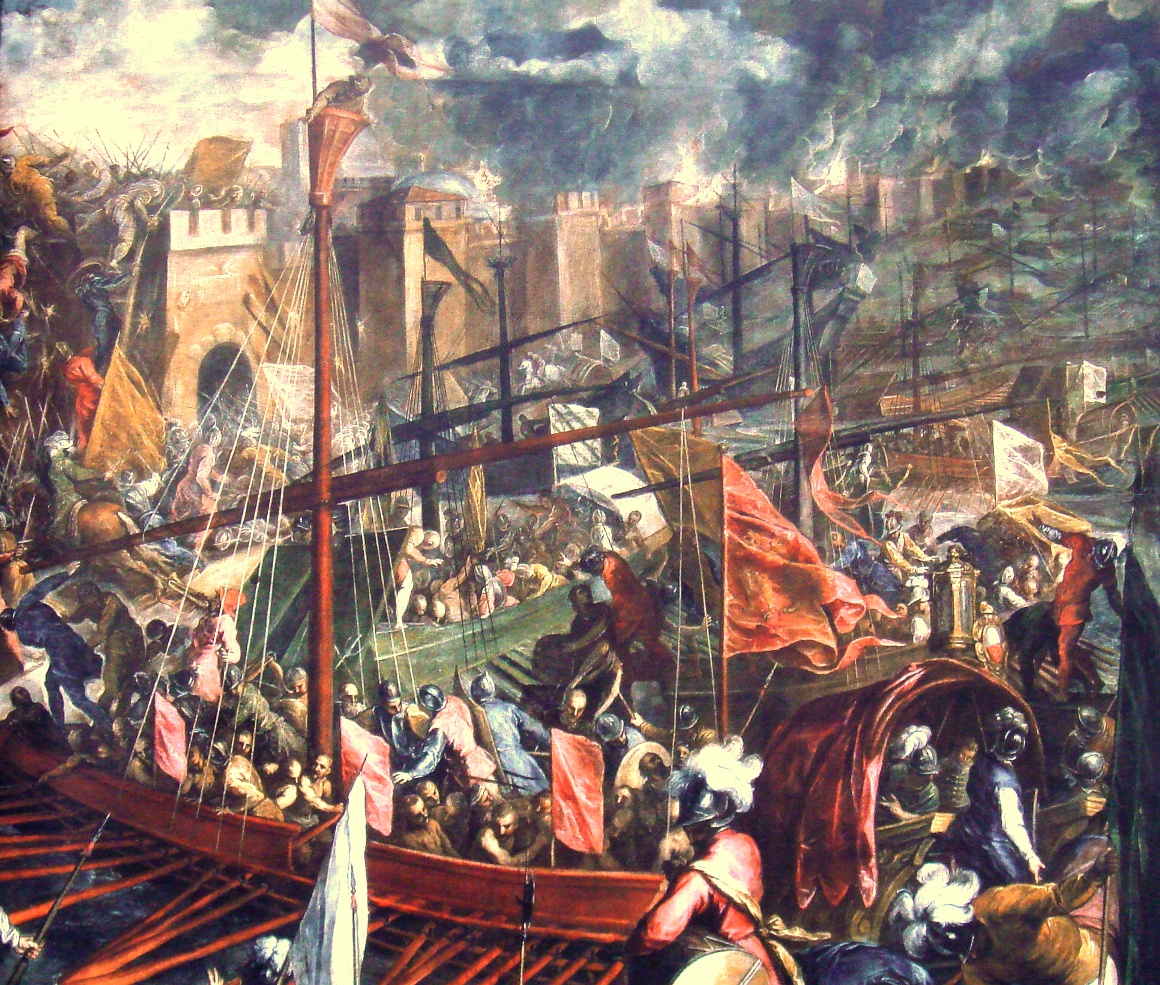
1204: Capturarea Constantinopolului de către cea de-a Patra Cruciadă

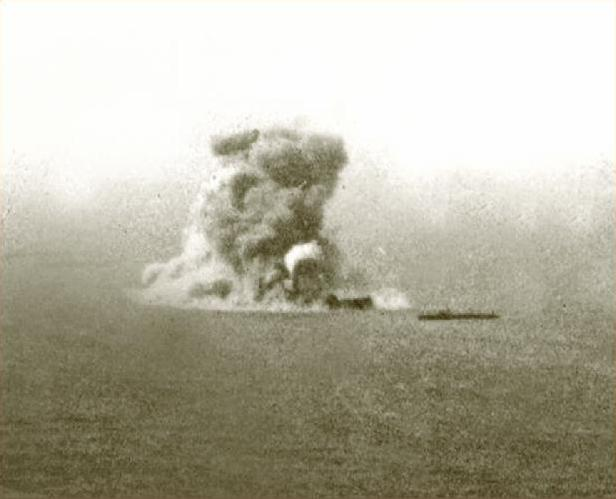
1904: Nava amiral a Flotei Ruse din Pacific, Petropavlovsk, a lovit o mină japoneză și s-a scufundat în timpul războiului ruso-japonez. Printre alții, au murit comandantul amiralul Stepan Makarov și cunoscutul pictor de bătălii Vassili Vereșciaghin. Printre puținii supraviețuitori se numără Marele Duce Kiril Vladimirovici Romanov.

- 1111: Papa Pascal al II-lea, care este ținut ostatic, îl încoronează pe Henric al V-lea ca împărat al Sfântului Imperiu Roman pe baza Tratatului de la Ponte Mammolo de la Roma, care a fost încheiat sub constrângere.[1]
- 1204: A patra cruciadă: Ocuparea capitalei bizantine Constantinopol.[2]

- 1742: A avut loc, la Dublin, premiera oratoriului „Messia" a compozitorului german Georg Friedrich Händel.
- 1849: Ungaria a devenit republică.
- 1859: Dubla alegere a lui Alexandru Ioan Cuza ca domn al Munteniei și Moldovei a fost recunoscută de Franța, Marea Britanie, Rusia, Prusia și Regatul Sardiniei, în cadrul Conferinței reprezentanților puterilor garante de la Paris.
- 1862, România : A intrat în vigoare legea presei.
- 1864: Camera Deputaților a adoptat o moțiune de vot de blam asupra guvernului Kogălniceanu, care și-a depus demisia, respinsă însă de domnitorul Alexandru Ioan Cuza.
- 1885: Promulgarea Legii depozitului legal, prin care orice tipografie era obligată să trimită câte trei exemplare din fiecare tipăritură bibliotecilor centrale din București și Iași, precum și Bibliotecii Academiei Române.
- 1889: A început să funcționeze prima agenție de presă din România, „Agenția Română".
- 1904: Nava amiral a Flotei Ruse din Pacific, Petropavlovsk, a lovit o mină japoneză și s-a scufundat în timpul războiului ruso-japonez. Printre alții, au murit comandantul amiralul Stepan Makarov și cunoscutul pictor de bătălii Vassili Vereșciaghin. Printre puținii supraviețuitori se numără Marele Duce Kiril Vladimirovici Romanov.
- 1919: La Amritsar, India, trupele britanice și din Gurkha au masacrat peste 380 de demonstranți neînarmați.
- 1924: Referendumul popular organizat în Grecia privind proclamarea republicii.
- 1938: Printr-o scrisoare adresată de Gheorghe Tătărescu lui Constantin I. C. Brătianu, curentul favorabil regelui Carol al II-lea s-a separat definitiv de restul partidului conservator.
- 1939: Marea Britanie și Franța au acordat garanții unilaterale privind frontierele României și Greciei, în speranța echilibrării jocului politic al Germaniei în zona de sud-est a Europei.
- 1941: Al Doilea Război Mondial: La Moscova, s-a semnat Tratatul de neutralitate pe timp de zece ani între Japonia și URSS.
- 1941: Al Doilea Război Mondial: Trupele celui de-al Treilea Reich au ocupat Belgradul.
- 1941: Al Doilea Război Mondial: Se semnează un pact de neutralitate între URSS și Japonia.
- 1945: Al Doilea Război Mondial: Înlăturarea ocupației germane din Viena.
- 1945: Proclamarea oficială a administrației românești în Transilvania de Nord (ocupată, în 1940, de Ungaria horthystă), restabilită la 9 martie 1945.
- 1946: Reluarea oficială a relațiilor diplomatice cu Franța. Primul ambasador român din perioada postbelică a fost profesorul universitar Simion Stoilov.
- 1948: Marea Adunare Națională a votat Constituția Republicii Populare Române, prima constituție postbelică a României, care reflecta caracterul de tranziție al perioadei pe plan economic și social. A fost ales un nou prezidiu, în frunte cu C.I. Parhon, și un nou guvern, condus de dr. Petru Groza.
- 1953: Directorul CIA Allen Dulles lansează programul de control al minții, MKULTRA.
- 1964: La Premiile Oscar, Sidney Poitier devine primul afro-american de sex masculin care câștigă premiul Cel mai bun actor, pentru filmul Crinii câmpului.
- 1970: Echipajul navei spațiale Apollo 13 a anunțat primele probleme, în zborul spre Lună, de îndată ce a observat explozia unei butelii cu oxigen.
- 1973: România: S-a constituit Institutul Central de Matematică.
- 1975: Izbucnirea războiului civil în Liban (1975-1990).
- 1992: Proclamarea Republicii Federale Iugoslavia, formată din Serbia și Muntenegru.

## Nașteri
- 1519: Caterina de Medici, regină a Franței (d. 1589)
- 1570: Guy Fawkes, d. 1606)
- 1573: Christina de Holstein-Gottorp (d. 1625)
- 1732: Frederick North, Lord North, prim-ministru al Regatului Unit (d. 1792)
- 1743: Thomas Jefferson, al 3-lea președinte al Statelor Unite (d. 1826)
- 1747: Louis Philippe al II-lea, Duce de Orléans (d. 1793)
- 1758: Johann von Klenau, general austriac (d. 1819)
- 1764: Laurent de Gouvion Saint-Cyr, om politic francez (d. 1830)

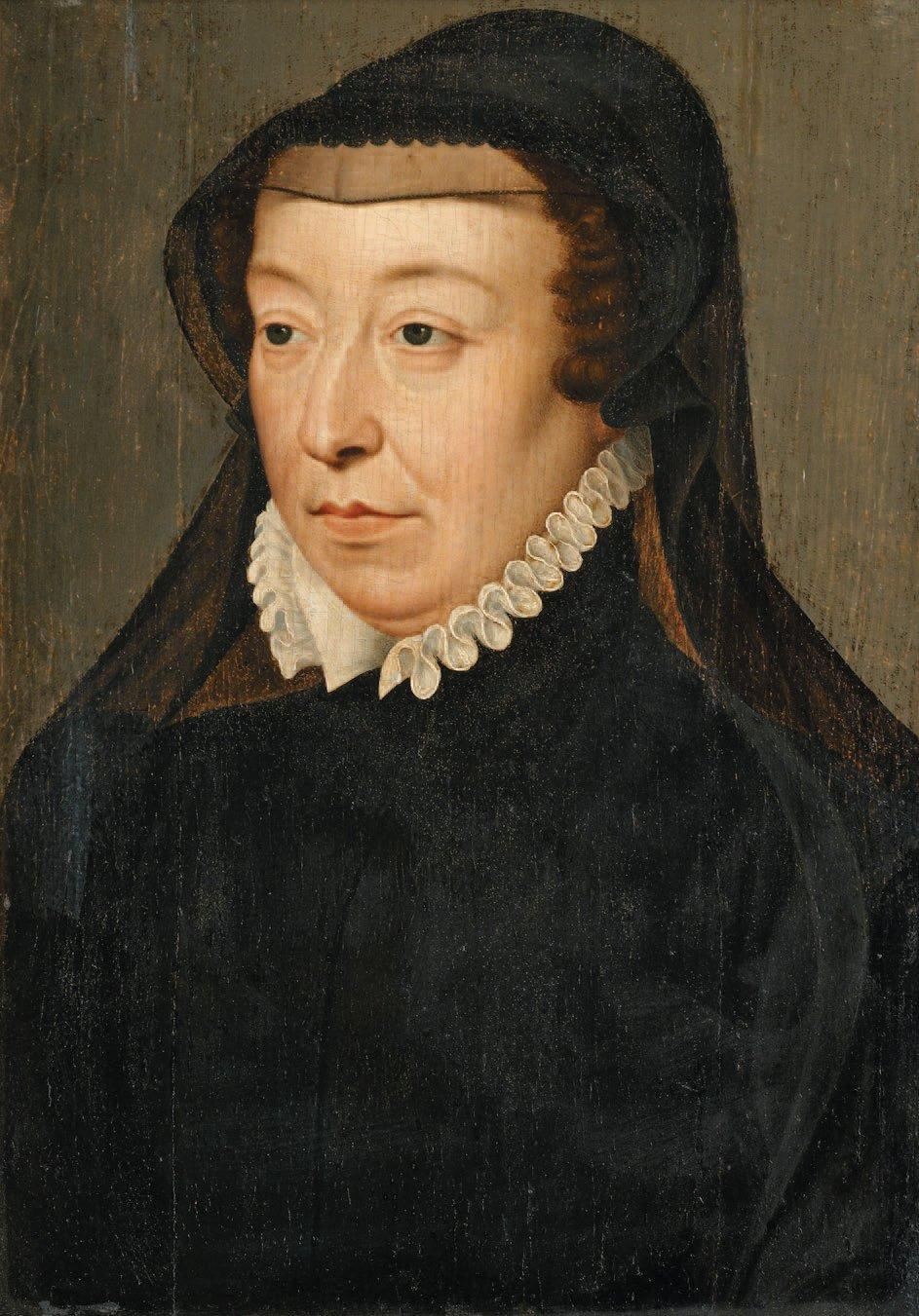
Caterina de Medici, regină a Franței
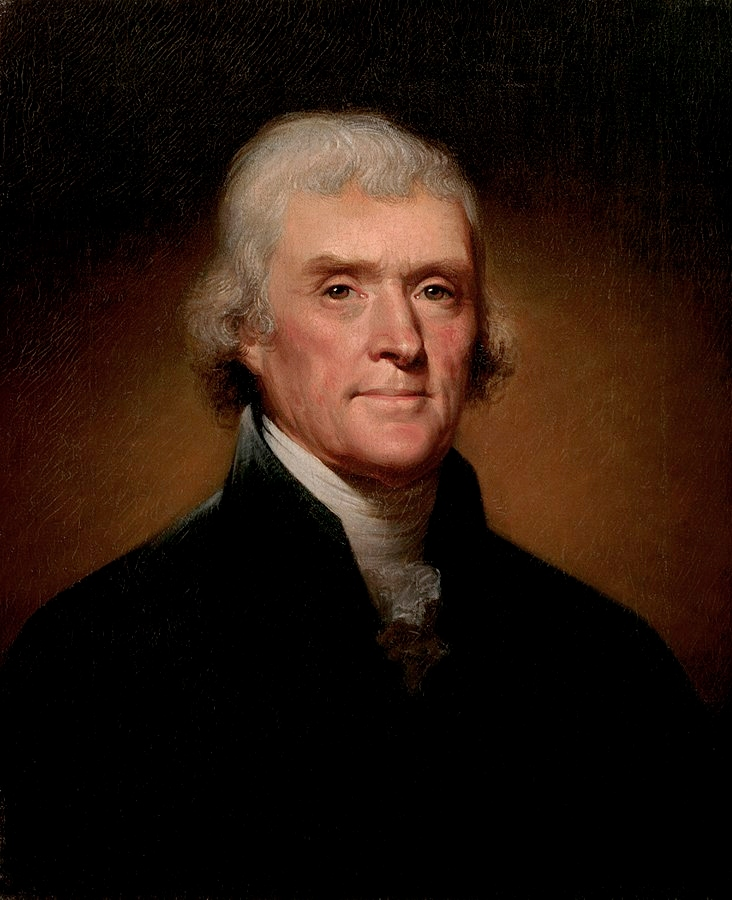
Thomas Jefferson, al 3-lea președinte al Statelor Unite
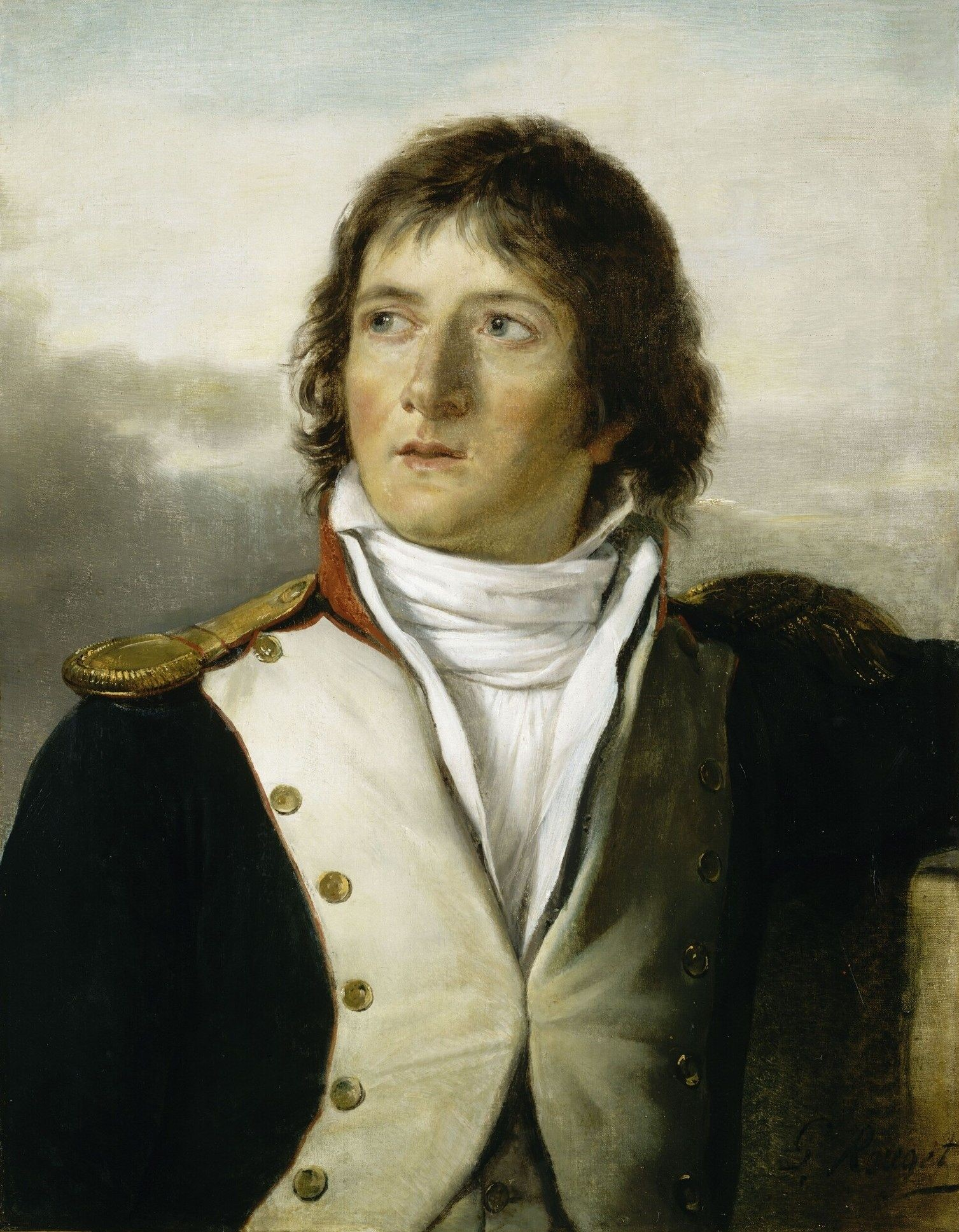
Laurent de Gouvion Saint-Cyr, ministru de război francez

- 1771: Richard Trevithick, inginer și inventator englez (d. 1833)
- 1808: Antonio Meucci, inventator italian (d. 1889)
- 1832: Juan Montalvo, scriitor ecuadorian (d. 1889)
- 1869: Pompiliu Eliade, istoric literar român (d. 1914)
- 1872: Jan Szczepanik, inginer chimist polonez (d. 1926)
- 1885: Georg Lukács, filosof, scriitor și critic literar de origine maghiară (d. 1971)
- 1886: Nicolae Tonitza, pictor, grafician și critic de artă român (d. 1940)
- 1895: Arhiducele Maximilian Eugen al Austriei, arhiduce de Austria (d. 1952)

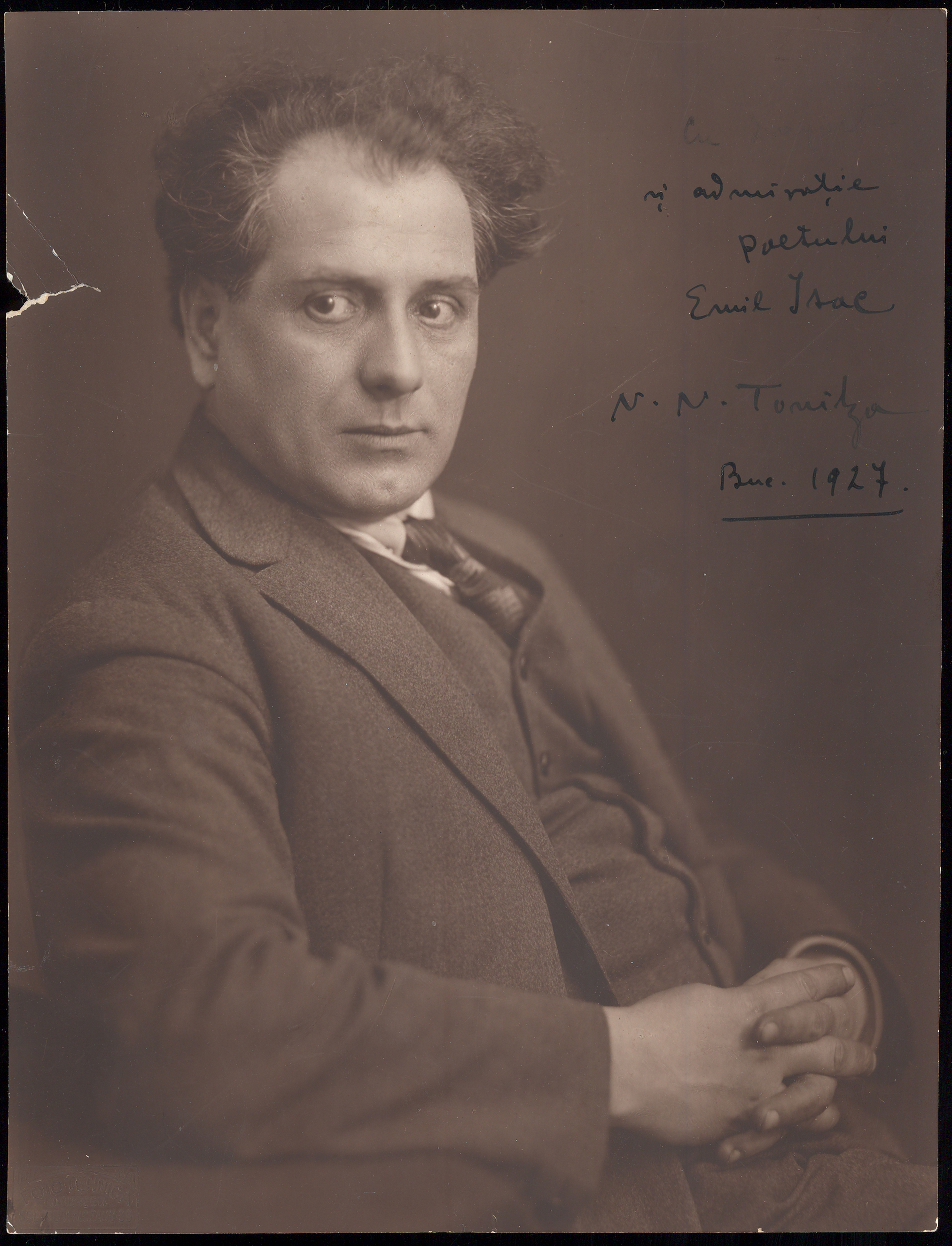
Nicolae Tonitza, pictor român
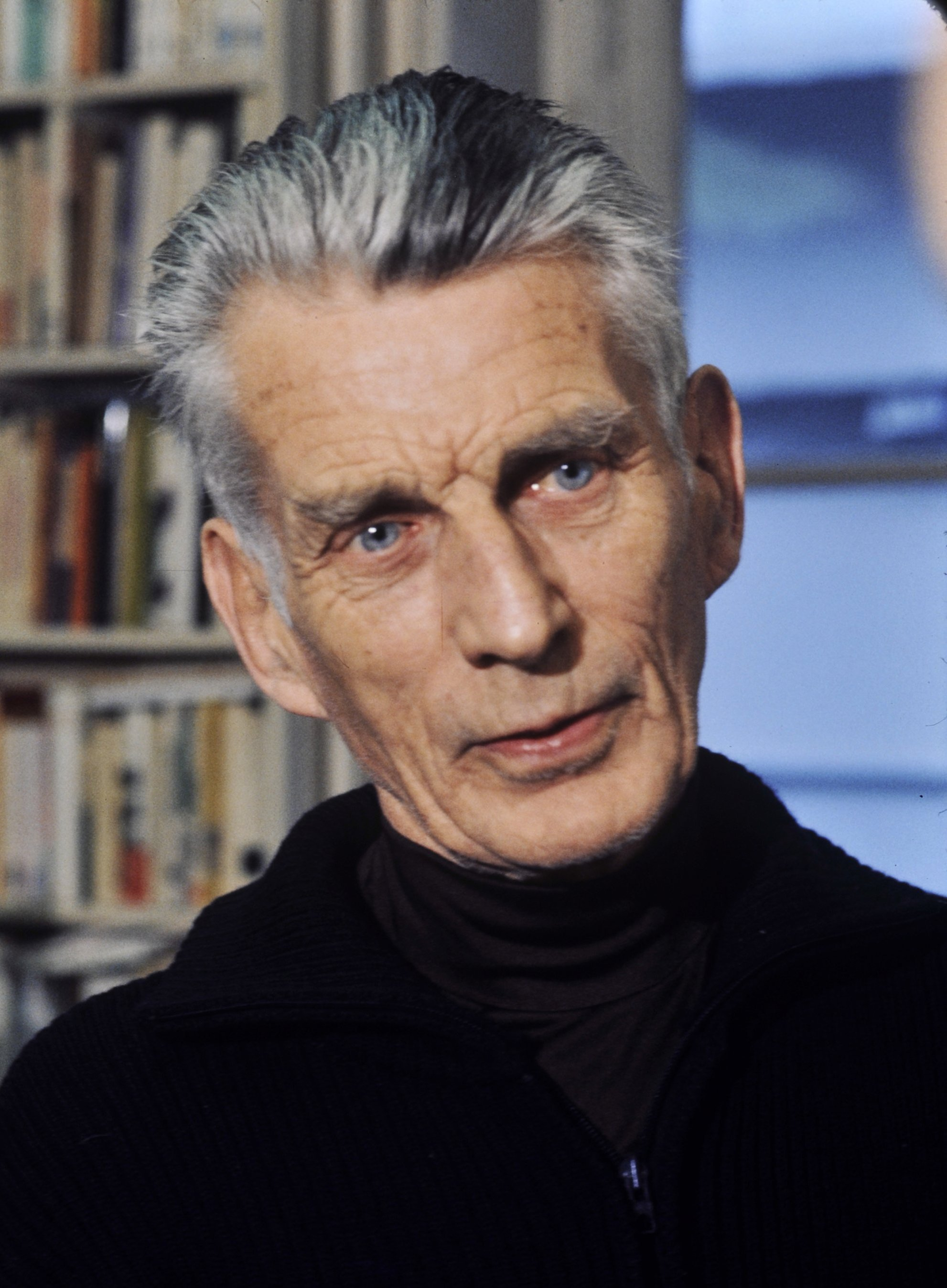
Samuel Beckett, prozator și dramaturg irlandez, laureat Nobel
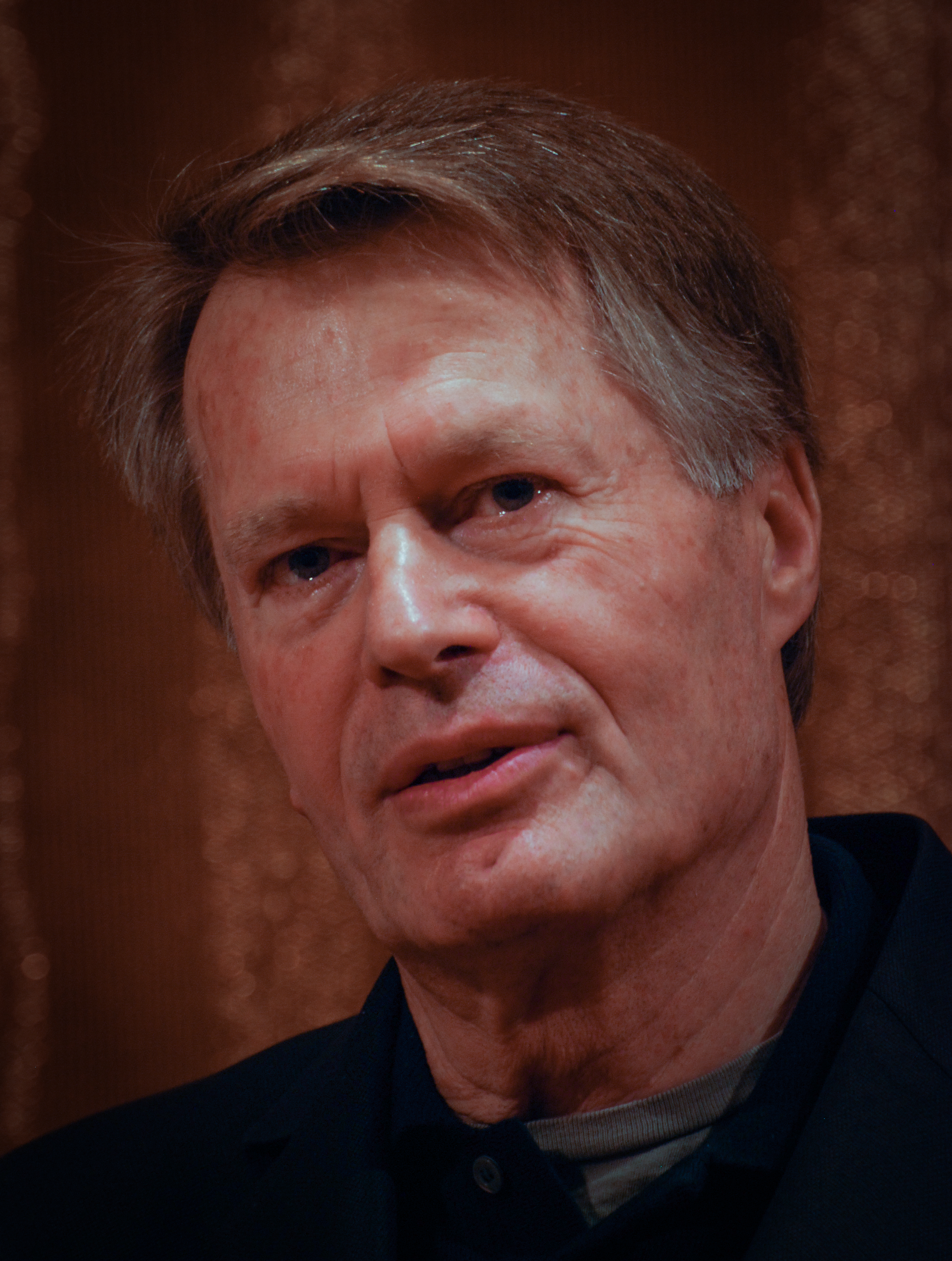
Jean-Marie Gustave Le Clézio, scriitor francez, laureat Nobel

- 1901: Jacques Lacan, psiholog și psihanalist francez (d. 1981)
- 1906: Samuel Beckett, prozator și dramaturg irlandez, laureat al Premiului Nobel (d. 1989)
- 1919: Howard Keel,  actor și cântăreț american (d. 2004)
- 1922: John Braine, scriitor englez (d. 1986)
- 1924: Stanley Donen, regizor american și coregraf (d. 2019)
- 1924: Alexandru Lungu, medic, poet, pictor și grafician român (d. 2008)
- 1927: Maurice Ronet, actor francez (d. 1983)
- 1930: Sergiu Nicolaescu, regizor, actor, producător și om politic român (d. 2013)
- 1930: Marcel Petrișor, profesor și scriitor român, fost detinut politic (d. 2021)
- 1931: Dan Gurney, pilot american de Formula 1
- 1936: Nicolae Velea, prozator român (d. 1987)
- 1938: Cătălina Buzoianu, regizoare română (d. 2019)
- 1939: Paul Sorvino, actor american (d. 2022)
- 1939: Seamus Heaney, scriitor nord-irlandez, laureat al Premiului Nobel (d. 2013)
- 1940: Jean-Marie Gustave Le Clézio, scriitor francez, laureat al Premiului Nobel pentru Literatură în 2008
- 1940: Vladimir Cosma, violonist, compozitor și dirijor francez de origine română
- 1940: Max Mosley, pilot de curse auto, avocat englez (d. 2021)

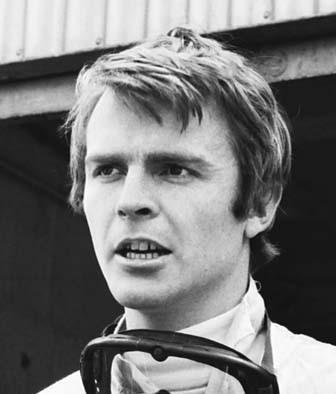
Max Mosley, pilot englez de curse auto
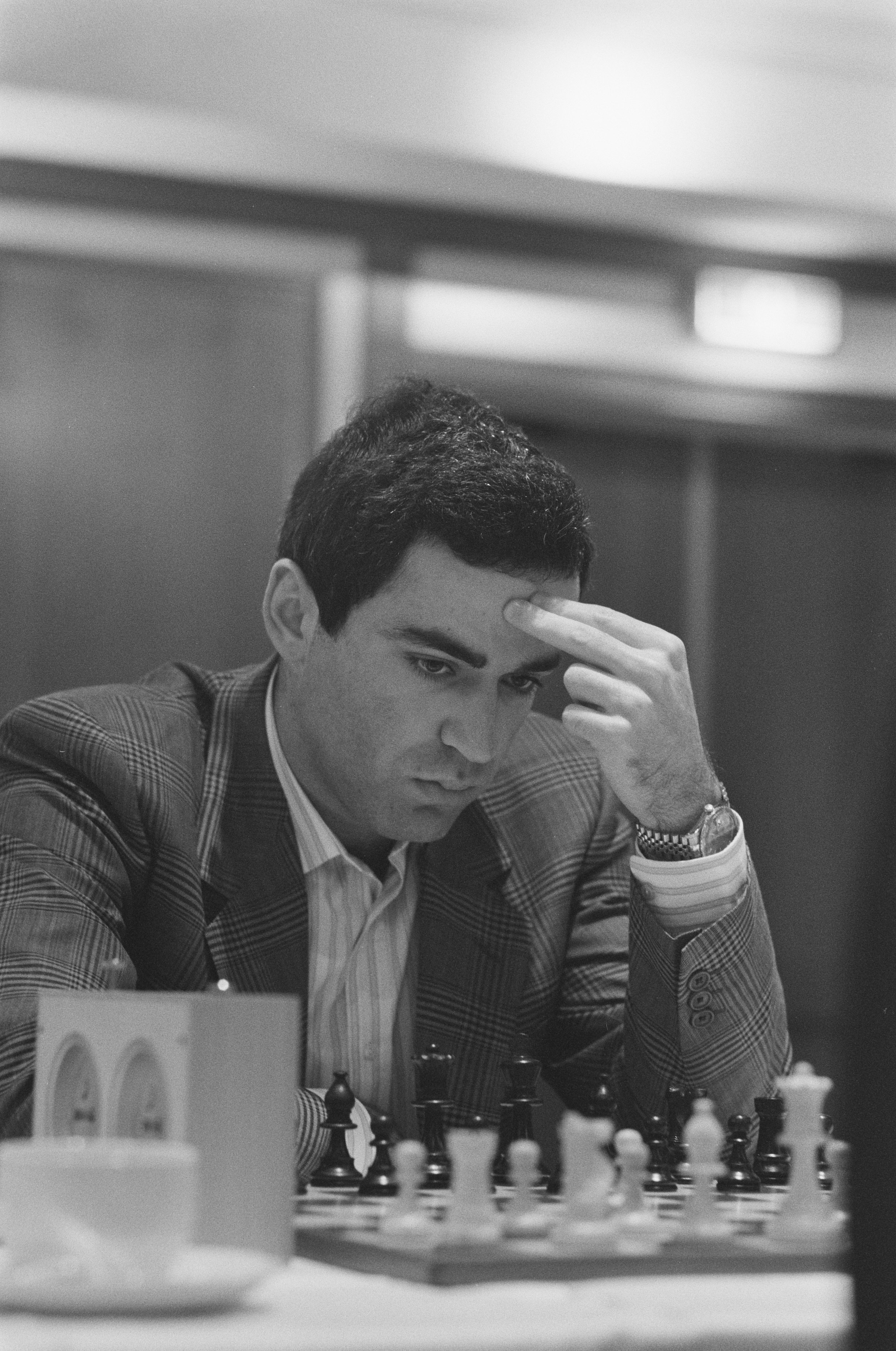
Garri Kasparov, mare maestru la șah
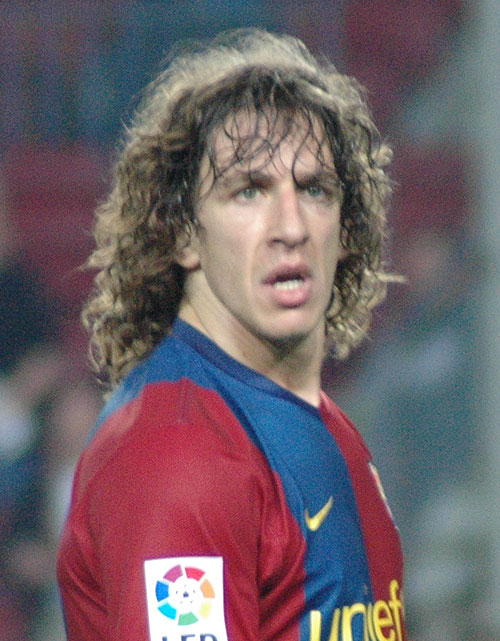
Carles Puyol, fotbalist spaniol

- 1943: Rodica Mandache, actriță română de teatru, film și televiziune
- 1945: Judy Nunn, actriță și scriitoare australiană
- 1948: Drago Jančar, scriitor sloven
- 1949: Christopher Hitchens, scriitor, critic literar și jurnalist anglo-american (d. 2011)
- 1949: Ricardo Zunino, pilot argentinian de Formula 1
- 1950: Ron Perlman, actor american
- 1956: Ioan T. Morar, ziarist și poet român
- 1963: Garri Kasparov, șahist rus
- 1968: Jørn Stubberud, basist norvegian
- 1978: Carles Puyol, fotbalist spaniol
- 1988: Anderson, fotbalist brazilian
- 1990: Lodovica Comello, actriță și cântăreață italiană

## Decese
- 1605: Boris Godunov, țar al Rusiei (asasinat)
- 1695: Jean de la Fontaine, autor francez (n. 1621)
- 1794: Nicolas Chamfort, scriitor francez (n. 1741)
- 1796: Gherasim Adamovici, episcop ortodox (n. 1733)
- 1853: Leopold Gmelin, chimist german (n. 1788)

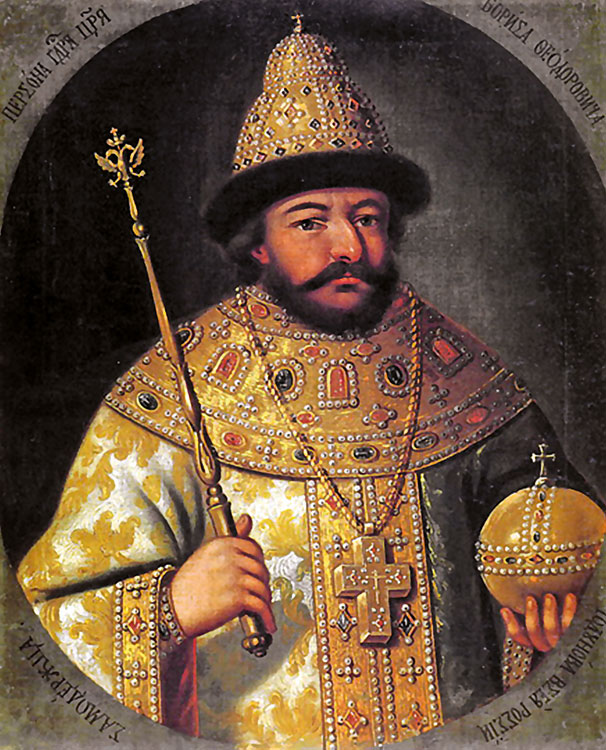
Boris Godunov, țar al Rusiei
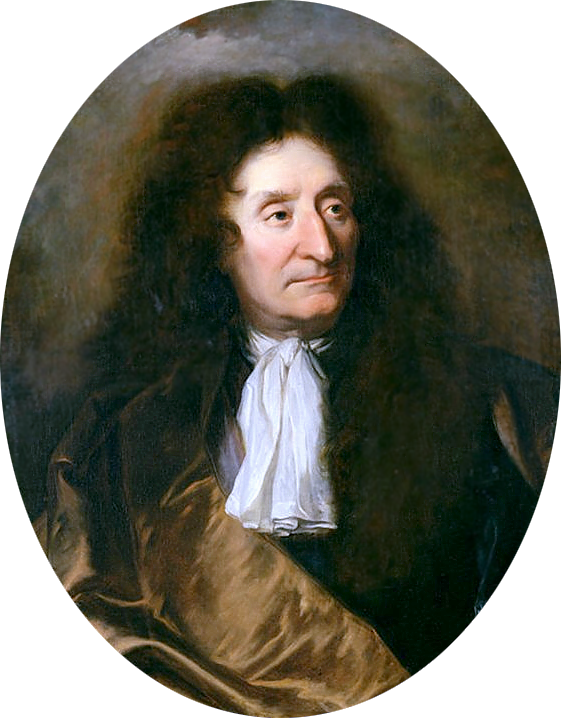
Jean de la Fontaine, autor francez
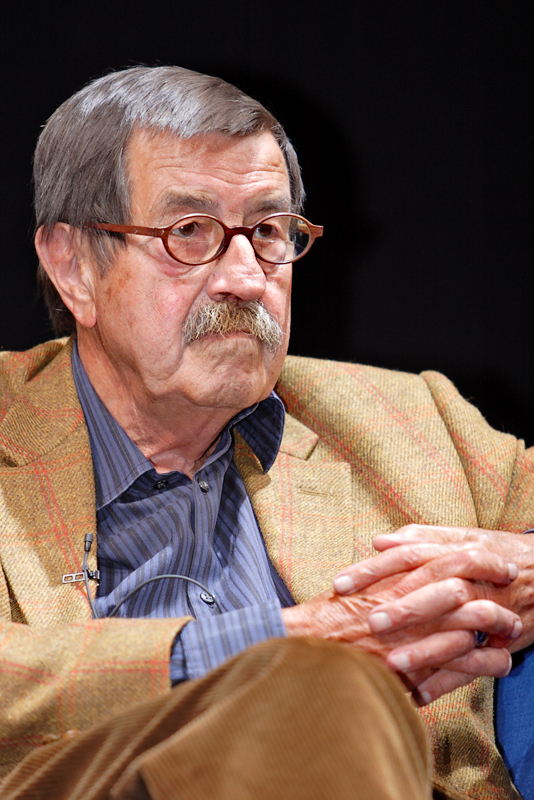
Günter Grass, scriitor german, laureat Nobel

- 1937: Ilia Ilf, scriitor rus (n. 1897)
- 1938: Archibald Belaney (Grey Owl), conservaționist canadian (n. 1888)
- 1941: Annie Jump Cannon, astronomă americană (n. 1863)
- 1943: Oskar Schlemmer, pictor, sculptor și scenograf german (n. 1888)
- 1945: Ernst Cassirer, filosof german (n. 1874)
- 1966: Carlo Carrà, pictor italian (n. 1881)
- 1983: Mercè Rodoreda, scriitoare spaniolă de limbă catalană (n. 1908)
- 1987: Marcel Constantin Runcanu, scriitor român (n. 1947)
- 1993: Francisc Munteanu, scriitor, regizor român (n. 1924)
- 2000: Giorgio Bassani, scriitor italian (n. 1916)
- 2008: John Wheeler, fizician și educator american (n. 1911)
- 2015: Günter Grass, poet, nuvelist, dramaturg, sculptor, romancier și grafician german, laureat Nobel (n. 1927)
- 2017: Zareh Baronian, arhimandrit, Biserica Armeană București (n. 1941)
- 2018: Miloš Forman, actor, scenarist, profesor și regizor de film ceh (n. 1932)
- 2020: Patricia Millardet, actriță franceză (n. 1957)
- 2022: Michel Bouquet, actor francez (n. 1925)
- 2022: Freddy Rincón, fotbalist columbian (n. 1966)
- 2022: Alexandru Șoltoianu, disident basarabean (n. 1934)
- 2025: Mario Vargas Llosa, scriitor peruan, laureat Nobel (n. 1936)

## Sărbători
- În calendarul romano-catolic: Sf. Martin I, papă martir (d. 656)
- În calendarul creștin-ortodox: pomenirea sfântului mucenic Artemon
- Ziua Internationala a Rock-n-Roll-ului